# Eddie Dunn
Eddie Dunn (Brooklyn, Nueva York; 31 de marzo de 1896-Hollywood, California; 5 de mayo de 1951) fue un actor y director cinematográfico estadounidense. 

## Biografía
Nacido en Brooklyn, Nueva York, su nombre completo era Edward Frank Dunn. Se hizo conocido sobre todo por sus papeles en comedias, participando en películas de actores como Charley Chase (con el cual codirigió varios cortos), Charles Chaplin, W. C. Fields y Stan Laurel y Oliver Hardy. 
Dunn también encarnó al Detective Grimes en varios filmes de la serie dedicada al personaje The Falcon, interpretada en los años 1940 por George Sanders y, más adelante, por su hermano, Tom Conway.
Eddie Dunn actuó asimismo en televisión, en 1950 en el episodio de la serie El llanero solitario titulado "Man Without a Gun". 
Continuó haciendo pequeños papeles sin reflejo en los créditos en diferentes largometrajes hasta el momento de su muerte, ocurrida en Hollywood, California, en 1951, a los 55 años de edad. Fue enterrado en el Cementerio Hollywood Forever. 

## Filmografía
- The Vanishing Vault (1915)
- The Fleet's In (1928)
- The Hoose-Gow (1929)
- Another Fine Mess (1930)
- Pardon Us (1931)
- Million Dollar Legs (1932)
- Me and My Pal (1933)
- The Midnight Patrol (1933)
- Let Freedom Ring (1939)
- The Bank Dick (1940)
- El gran dictador (1940)
- The Falcon in Danger (1943)
- San Diego, I Love You (1944)
- Nothing But Trouble (1944)
- Call Northside 777 (1947)
- The Big Punch (1948)
- Buckaroo Sheriff of Texas (1951)